# Scheckprozess
Der Scheckprozess ist im deutschen Zivilprozessrecht eine Unterart des Urkundenprozesses. Er stellt gegenüber dem normalen Zivilprozess ein vereinfachtes und damit auch schnelleres Verfahren dar. Der Scheckprozess ist in § 605a Zivilprozessordnung (ZPO) geregelt. Auf ihn sind entsprechend die Vorschriften über den Wechselprozess, insbesondere die Regelungen zum Gerichtsstand (§ 603 ZPO), zur kurzen, 24-stündigen Ladungsfrist (§ 604 ZPO) und zu den Beweisvorschriften (§ 605 ZPO), anzuwenden.

## Protestvermerk
Um einen Scheckprozess führen zu können, muss als Nachweis der Nichteinlösung durch die bezogene Bank ein sogenannter Protestvermerk auf dem Scheck angebracht worden sein. Dies führt in der Praxis zu Problemen, da Schecks über Beträge unter 6000 Euro beleglos eingezogen werden. Somit wird der Originalscheck nicht bei der bezogenen Bank vorgelegt, was die Anbringung eines solchen Vermerks und damit einen Scheckprozess unmöglich macht. 
Bei Beträgen ab 6000 Euro erfolgt der Scheckeinzug mittlerweile im image-gestützten Verfahren. Auch hierbei erfolgt in der Regel zwar keine körperliche Vorlage der Urkunde, im Falle der Nichteinlösung stellt die Bundesbank jedoch eine entsprechende Bestätigung aus. Diese ersetzt den Protestvermerk, so dass ein Scheckprozess geführt werden kann.

## Mahnverfahren
Dem Scheckprozess kann ein Scheckmahnverfahren vorangehen. Wie auch bei regulären Ansprüchen kann dies empfehlenswert sein, wenn nicht zu erwarten ist, dass der Schuldner den Anspruch bestreitet. Trotz der ohnehin schon relativ zügigen Abwicklung eines Scheckprozesses kann auf diese Weise noch schneller ein Vollstreckungstitel erlangt werden.